# Fernando Meira
Fernando Meira (Guimarães, 5 juni 1978) is een voormalig Portugees profvoetballer, die tot het seizoen 2007-2008 onder contract stond bij VfB Stuttgart, het volgende seizoen voor Galatasaray SK uitkwam en tussentijds overstapte naar Zenit St. Petersburg. Hij beëindigde zijn loopbaan in 2012 bij Real Zaragoza.
Meira is een verdediger en speelde zijn eerste interland op 11 oktober 2001 tegen Nederland, net als Manuel Albino. Hij maakte deel uit van de selectie voor het WK voetbal 2006 en verving de geblesseerde Andrade. Hij speelde in totaal 53 interlands (twee goals).
Fernando Meira werd voor de wedstrijd Galatasaray - Hertha BSC verkocht aan Zenit Sint-Petersburg voor een bedrag van € 6.000.000,-.
Hij stapte midden in de Turkse competitie over; dat kwam doordat in Rusland de transferperiode nog doorging. Hij verliet Galatasaray in een moeilijke periode, terwijl enkele verdedigers geblesseerd waren en er geen andere mogelijkheid was dan jong talent op te stellen. Galatasaray gaf echter toe dat het een goede deal was voor de beide clubs en Meira.

## Erelijst
| Competitie     | Aantal | Jaar              |
| -------------- | ------ | ----------------- |
| VfB Stuttgart  |        |                   |
| Bundesliga     | 1      | 2006/07           |
| Galatasaray SK |        |                   |
| TFF Süper Kupa | 2      | 2007/08 ; 2008/09 |
| FK Zenit       |        |                   |
|                |        |                   |

1 Moreira ·
2 Sérgio ·
3 Meireles ·
4 Alves ·
5 Ricardo Costa  ·
6 Meira ·
7 Ronaldo ·
8 Viana ·
9 Almeida ·
10 Martins ·
11 Ribeiro ·
12 Frechaut ·
13 Boa Morte ·
14 Bosingwa ·
15 Lourenço ·
16 João Paulo ·
17 Danny ·
18 Vale ·
Coach: Romão
1 Ricardo Pereira ·
2 Ferreira ·
3 Caneira ·
4 Ricardo Costa ·
5 Meira ·
6 Costinha ·
7 Figo  ·
8 Petit ·
9 Pauleta ·
10 Viana ·
11 Simão ·
12 Quim ·
13 Miguel ·
14 Valente ·
15 Boa Morte ·
16 Ricardo Carvalho ·
17 Ronaldo ·
18 Maniche ·
19 Tiago ·
20 Deco ·
21 Gomes ·
22 Santos ·
23 Postiga ·
Coach: Scolari
1 Ricardo Pereira ·
2 Ferreira ·
3 Alves ·
4 Bosingwa ·
5 Meira ·
6 Meireles ·
7 Ronaldo ·
8 Petit ·
9 Almeida ·
10 Moutinho ·
11 Simão ·
12 Nuno Espírito Santo ·
13 Miguel ·
14 Ribeiro ·
15 Pepe ·
16 Ricardo Carvalho ·
17 Quaresma ·
18 Veloso ·
19 Nani ·
20 Deco ·
21 Nuno Gomes  ·
22 Patrício ·
23 Postiga ·
Coach: Scolari